# Beaupuy, Haute-Garonne
Beaupuy este o comună în departamentul Haute-Garonne din sudul Franței. În 2009 avea o populație de 1.287 de locuitori.

## Evoluția populației
| An        | 1975 | 1982 | 1990  | 1999  | 2006  | 2009  |
| --------- | ---- | ---- | ----- | ----- | ----- | ----- |
| Populație | 239  | 727  | 1.039 | 1.095 | 1.296 | 1.287 |